# Cuello de botella (biología)
En biología se dice que una población o especie ha sufrido una situación de cuello de botella cuando ha experimentado un drástico descenso en el número de miembros en algún momento del pasado, llegando en algunos casos a estar al borde de la extinción. Como consecuencia, los ejemplares de las generaciones posteriores al cuello de botella presentan una escasa variabilidad genética y la antigua proporción de alelos en el conjunto de la población ha cambiado considerablemente. 

Suponiendo una acción genética neutra y aditiva, se espera que los cuellos de botella disminuyan la variación genética, y reduzcan consecuentemente el potencial evolutivo de las poblaciones. Sin embargo, los cuellos de botella se consideran mecanismos conductores de la especiación y evolución adaptativa; puesto que dichos eventos de reducción del tamaño de la población, con frecuencia producen cambios estocásticos en la composición genética de la población, conocidos como deriva génica. 

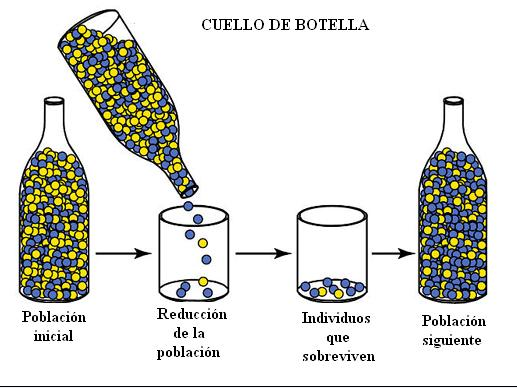
Ejemplo de cuello de botella.

Los cuellos de botella aceleran la deriva genética y la evolución de las especies que los experimentan de forma considerable, pues se produce una selección intensiva de determinados caracteres que pasan a ser mayoritarios en los individuos supervivientes, mientras que otros menos favorables se reducen o desaparecen por completo (a menos que el cuello de botella haya sido causado de forma no natural, por ejemplo, mediante la caza o tala masiva de árboles practicada por la especie humana).
Posterior a los cuellos de botella, si un número limitado de organismos sobrevivientes encuentra a una población en un nuevo ambiente (colonización o infección de microorganismos en un huésped), estos organismos determinarán la composición genética y las subsecuentes generaciones, creando un “efecto fundador”, que resulta en la deriva génica.
Los cuellos de botella, pueden ocurrir frecuentemente durante el ciclo de vida de los virus de ARN. En las infecciones, los cuellos de botella crean diversidad genética en las epidemias; y se ha demostrado que ejercen influencia sobre el efecto de la recombinación y la transferencia horizontal de genes, así como en la resistencia a drogas. Los cuellos de botella pueden además reducir la virulencia de patógenos y su adaptación a nuevos huéspedes, puesto que incrementan la tasa con la cual las mutaciones atenuadas se fijan en una población.

## El ejemplo del guepardo
Un ejemplo típico de cuello de botella natural es el que sufrió el guepardo (Acinonyx jubatus) durante las glaciaciones del Pleistoceno. En épocas precedentes, los guepardos estaban mucho más diversificados y eran más abundantes, tanto que su área de distribución abarcaba toda África, gran parte de Eurasia e incluso América del Norte. De entre las distintas especies de guepardos que existieron en el Plio-Pleistoceno, la que dio lugar al guepardo actual fue Acinonyx pardinensis, un animal de gran tamaño, más robusto, pero menos veloz que el actual, disperso por África, sur de Europa y Oriente Medio. Con la llegada de los hielos, gran parte del hemisferio norte se congeló o pasó a un clima frío (taiga, tundra, estepa), mientras que en las regiones tropicales, la falta de agua retenida en los glaciares polares provocó un clima más seco. Como consecuencia, la mayor parte de los guepardos se extinguieron y solo quedaron unos pocos miles de A. pardinensis (o quizá, solo unos cientos) en Oriente Próximo y parte de África, mucho más delgados y estilizados (consumiendo así menos recursos) y veloces (pudiendo de este modo cazar animales pequeños y rápidos, más abundantes en condiciones de escasez) que la forma característica de la especie original. Habían perdido rápidamente muchos caracteres hasta entonces normales, que fueron sustituidos por otros raros (delgadez, tamaño pequeño, mayor velocidad) que hasta entonces eran eliminados o simplemente pasados por alto por la selección natural, y que ahora eran precisamente los más adecuados para sobrevivir. En la actualidad, la nueva especie resultante, Acinonyx jubatus, es uno de los mamíferos con menor diversidad génica, hasta el punto de que los individuos de esta especie son fácilmente contagiables de enfermedades por otros y que apenas sufren rechazo de órganos cuando se les trasplantan. Por si fuera poco, el guepardo ha sido cazado y expulsado de diversas zonas debido al avance de la agricultura, disminuyendo aún más su población.

## Cuellos de botella artificiales
Esto último es un fenómeno que afecta o ha afectado a multitud de especies y poblaciones en tiempos recientes, que han sufrido un cuello de botella artificial. Dado que en el caso de la persecución humana no se tiende a matar a los individuos con ciertas características sino que se persigue a todos por igual, los descensos de población son aún más rápidos que en los cuellos de botella naturales y no llevan parejos una selección marcada de los caracteres de los mismos. Ejemplos de animales que han pasado por cuellos de botella debido a la persecución humana los tenemos en el elefante marino del norte (150 000 ejemplares descendientes de solo 20 cuando se prohibió su caza en 1884), el bisonte europeo (3600 descendientes de 12), el bisonte americano (370 000 de 750), el hámster sirio y las tortugas gigantes de las Islas Galápagos. La diversidad genética en estos animales es reducidísima, hasta el punto de que en el bisonte europeo, por ejemplo, sólo existen actualmente dos tipos de cromosoma sexual masculino Y.

## Cuellos de botella y evolución humana
Las catástrofes naturales y cósmicas también pueden causar extinciones y cuellos de botella, a las que no escapa ni siquiera la especie humana. De acuerdo con la moderna teoría de la catástrofe de Toba, la macroerupción del supervolcán Toba, en Indonesia, hoy reducido a un lago de cráter y que se calcula que tuvo una potencia superior en 3000 veces a la del monte Santa Helena, hizo disminuir la población humana mundial hasta unos pocos miles de individuos hace 75 000 años. En la misma época, muchas otras especies sufrieron también un descenso variable en su población.
Y es que los humanos no son inmunes a los cuellos de botella, y el del Toba no ha sido el único que Homo sapiens sufrió a lo largo de su historia. Durante la Edad Media, la peste negra redujo un tercio la población europea de la época. La colonización europea en América del Sur y del Norte redujo las poblaciones nativas del continente americano en un 90% de su estado anterior. Otro tanto le pasó a la de Islandia durante una gran erupción del Laki en 1783 (unida a pestes y hambrunas), que acabó con el 20 % de la población y aumentó la frecuencia de enfermedades genéticas entre los habitantes.